# نوجوانان واقعی
نوجوانان واقعی (به انگلیسی: True Adolescents) فیلمی محصول سال ۲۰۰۹ و به کارگردانی کریگ جانسون است. در این فیلم بازیگرانی همچون مارک دوپلاس، برت لوهر، کار تامپسون و ملیسا لیو ایفای نقش کرده‌اند.